# وادي الخيطان
وادي الخيطان وادٍ كبير يقع في بلاد العوامر في إقليم تهامة جنوب غرب المملكة العربية السعودية يبدأ من نهاية جبال سراة بالشهم الغربية متجهاً إلى الجنوب وهو من روافد وادي بطاط. ويمتد وادي الخيطان بين خطي طول 30ً 36َ 41ْ و 30ً 42َ 41ْ شرقاً وبين دائرتي عرض 00ً 38َ 19ْ و 15ً 48َ 19ْ شمالاً. ومنه طريق يصل إلى بلاد العوامر ومنها إلى وادي قنونا لبني بحير.  يُنطق «بكسر الخاء وفتح الطاء بعدها ألف ونون»، بلهجة الأهالي المنطقة يطلق اسم الخيطان على أشجار العرعر الطويلة فواحدتها خوط.

## الموقع
يقع الوادي جغرافياً في بلاد العوامر في إقليم تهامة ويتبع لمنطقة الباحة ويبعد عن محافظة بلجرشي حوالي 35 كيلو متر، ويمتد الوادي إلى مساحة تزيد عن العشرين كيلو متر مشكلاً امتداد لحدود محافظة بلجرشي المتعارف عليها رسميا. يبدأ من نهاية جبال سراة بالشهم الغربية متجهاً إلى الجنوب وهو من روافد وادي بطاط.
يحد الوادي من جهة الحجاز عقبة الأبناء بمرتفعاتها الشاهقة ومناظرها الخلابة وبقايا جداولها المائية. ويحده من جهة تهامة قرية الخيرة والتي تقع في نطاق محافظة بلجرشي كأخر حدودها الرسمية من جهة منطقة الباحة.

## التضاريس

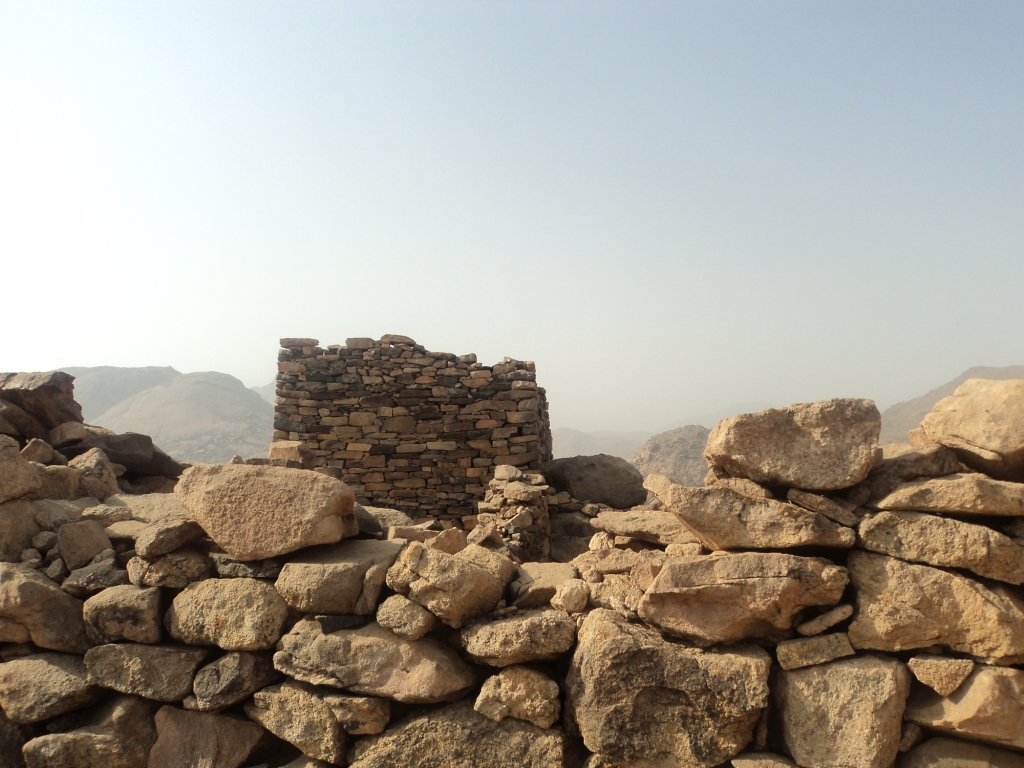
أحدى حصون وادي الخيطان

يتكون الوادي من معالم جغرافية متنوعة، وأشكال تضاريسية مختلفة، وبالرغم من طغيان طابع الوادي المعروف جغرافيا بكثرة الأماكن الضيقة إلا أن الوادي لا يخلو من السهول المنبسطة الصالحة للعيش والزراعة.
تعد تربة الوادي تربة خصبة صالحة للزراعة حالها كحال منطقة تهامة بأكملها حتى جيزان، لما تحتويه هذه المنطقة من مناخ زراعي رائع وظروف بيئية مناسبة، وبالرغم من عدم استغلال الوادي زراعيا من قبل ساكنيه إلا أنه لا يزال يضم أحد أفضل أنواع التربة الزراعية، التي تشتهر بها منطقة الباحة.
يتكون الوادي من عدد من المرتفعات الجبلية الشاهقة ومن أبرزها جبل أثرب الشاهق والذي يمتد على جنباته تلفريك أثرب ، وعدد من الهضاب المختلفة الأشكال، كما يحتوي الوادي على شلالات ومصبات مائية وعيون، وعدد لا بأس به البقع الخضراء التي تجذب السياح والمصطافين.
يضم الوادي عددا من الأبار الوفيرة المياه يستخدمها أهل الوادي في سقيا بهائمهم وري أشجارهم، ويوجد أيضا بقايا أبار قديمة مطمورة أثر العوامل المناخية التي مر بها الوادي.
كما أن وادي الخيطان يشكل رافداً إستراتيجياً للكثير من أودية تهامة لاتصاله المباشر بجبال الحجاز ذات الوفرة المائية العالية، ومن ابرز هذه الأودية وادي العشر (بضم الشين) القابع في بلاد العوامر بجانب قرية الجناح والقعبة والمروة والسند  والذي يجري الآن فيه تأسيس سد مائي كبير سيخدم كلا الواديين مستقبلاً.

### النمر العربي

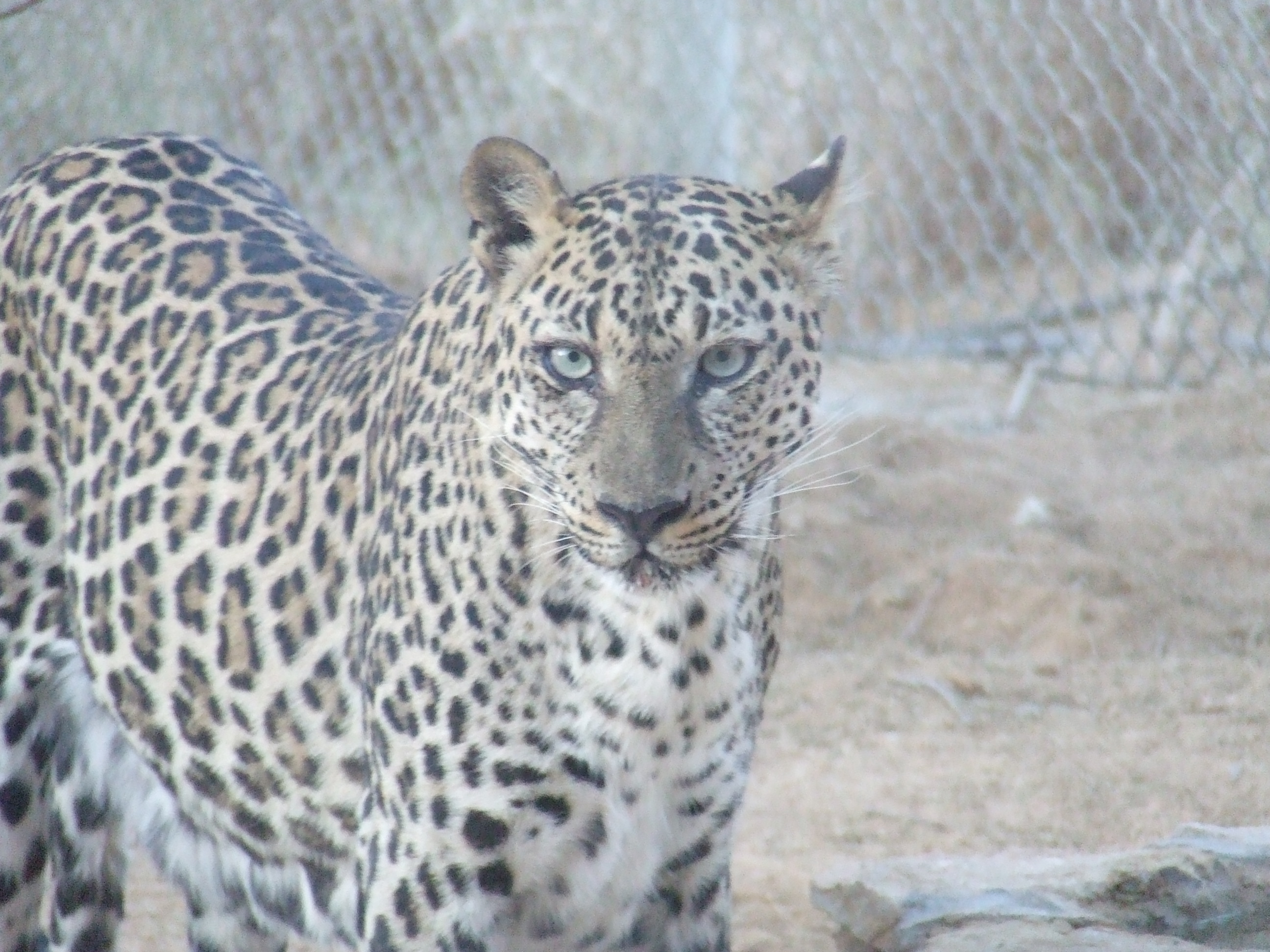
صورة للنمر العربي

يتجول النمر العربي في مناطق الوادي الواسعة الممتدة لقمة جبل أثرب، حواله ووادي العشر بالعوامر بالعرضية الشمالية. وأكد أحد المهتمين بمتابعة الحيوانات النادرة وأحد سكان المنطقة بأن النمر العربي موجود بهذه المنطقة وتم العثور على موضع الأقدام أثناء نزوله من أعلى جبل أثرب وجبل ضورة للشرب من الوادي.
وقد ذكر مواضع الأسود في الجزيرة العربية قائلاً: «فأما تبالة وترج وبيشة فهي من أعراض نجد ولا يكون بهذا أسد، فما انحدر من جبال السراة إلى تهامة فالأسد فيها».
وهذا التعريف ينطبق تماما على وادي الخيطان الذي يقع أسفل منحدر جبال الحجاز، وهو واد فيه الكثير من السباع إلى يومنا هذا، كما أن أهل الأغنام هناك يسمعون صوت النمر بين وقت وآخر، خاصة في جبل أثرب ذي الغابات الكثيفة والذي يقع شرق الوادي.

### محمية النمر العربي
حفاظا على الحيوانات النادرة الموجودة في قمم الجبال وفي الأودية ناشد أهالي المنطقة الهيئة السعودية للحياة الفطرية بسرعة إنشاء محمية لحماية هذه الحيوانات من الانقراض بسبب الصيد المستمر.

## المناخ
ترتفع فيه درجة الحرارة صيفا ويكون دافئ شتاء ومعتدل في فصل الربيع. وعموما يعتبر مناخ الوادي ضمن نطاق الإقليم الجاف إلا أن المناخ معتدل البرودة شتاء، عليل جميل في بقية فصول السنة. تتراوح نسبة الرطوبة فيه بين 52% إلى 67% والضغط الجوي بين 602 إلى 607، ويبلغ متوسط درجة الحرارة 32 الدرجة الكبرى و18 الدرجة الصغرى، ويتراوح معدل هطول الأمطار في الوادي بين 100ملم إلى 250ملم سنويا.

## معالم تاريخية

### أبرز المعالم والأودية
- جبل أثرب الشاهق الذي يضم أشجار العرعر والعتم وغيرها من الأشجار المتنوعة.
- وادي الفقه: وهو عباره عن سهل مموج كانت تجري فيه المياه بوفرة. وهي منطقة مسورة الآن من قبل الشركة المنفذة للتفريك.
- حداب الظاهر: وهي مكان منبسط ذو مساحة كبيرة ممهدة صالحة للعيش والسكنى.
- وادي المعطن: وهو من أكثر الأماكن جلبا للسياح في الوادي حيث تجري فيه المياه طيلة أيام السنة بدون انقطاع وتعيش حوله عددا من النباتات الجميلة كالحرمل والأثب والريحان.

## مشروع التلفريك السياحي

محطة أثرب العلوية للعربات المعلقة (التلفريك).

من معالم السياحة بالمنطقة وجود تلفريك أثرب  السياحي الذي يقل الزوار للمنتزه من مرتفعات السراة إلى سهول تهامة، ورغم أن المشروع يوفر عدد من الخدمات للزوار إلا أن المشروع بحاجة ماسة إلى التطوير والتحديث لإرضاء رغبات الكثير من الزوار. وقد قامت عدد من الجهات باستحداث مراكز لها بالمنتزه خلال مواسم الإجازات مثل الدوريات الأمنية والهلال الأحمر والدفاع المدني والبلدية. ويحظى منتزه القمع بالكثير من الاهتمام من قبل الهيئة العامة للسياحة والآثار السعودية والتي انتهت مؤخراً من إعداد دراسة مفصلة ومتكاملة حول تطوير الموقع بشكل متكامل وذلك من خلال طرحة للاستثمار من قبل القطاع الخاص بالتعاون مع كل من وزارة الشؤون البلدية والقروية ووزارة الزراعة.
ويعتبر تلفريك أثرب من أكبر المشاريع السياحية  التي نفذت قبل عدة سنوات ينحدر من أعلى قمة جبل أثرب وصولا لوادي الخيطان في بلاد العوامر بإقليم تهامة، ويبلغ طوله تقريبا أكثر من (3) كلم في عربات فاخرة ومريحة.
تقع المحطة السفلية للتلفريك (مشروع العربات المعلقة) بالجهة الشرقية من وادي الخيطان. وتوجد به العديد من الآثار التاريخية التي تعود إلى أحقاب زمنية بعيدة. ويعتبر منفذ آهالي قبيلة حوالة إلى سهول تهامة قديما.
| وادي الخيطان | من معالم السياحة بالمنطقة وجود تلفريك أثرب والذي ينقل السائح من جبال السراة الشاهقة إلى سهول تهامة. | وادي الخيطان |

افتتح مشروع تلفريك أثرب السياحي (العربات المعلقة)  في عهد خادم الحرمين الشريفين الملك فهد بن عبد العزيز آل سعود 22 ذي الحجة من عام 1420هـ، يمتد المشروع على جنبات جبل أثرب -حوالة- ويصل بوادي الخيطان الواقع في بلاد العوامر بإقليم تهامة. ويخدم المشروع عددا من المطاعم وملاعب الأطفال وجلسات خارجية ومسبح.

## معرض الصور

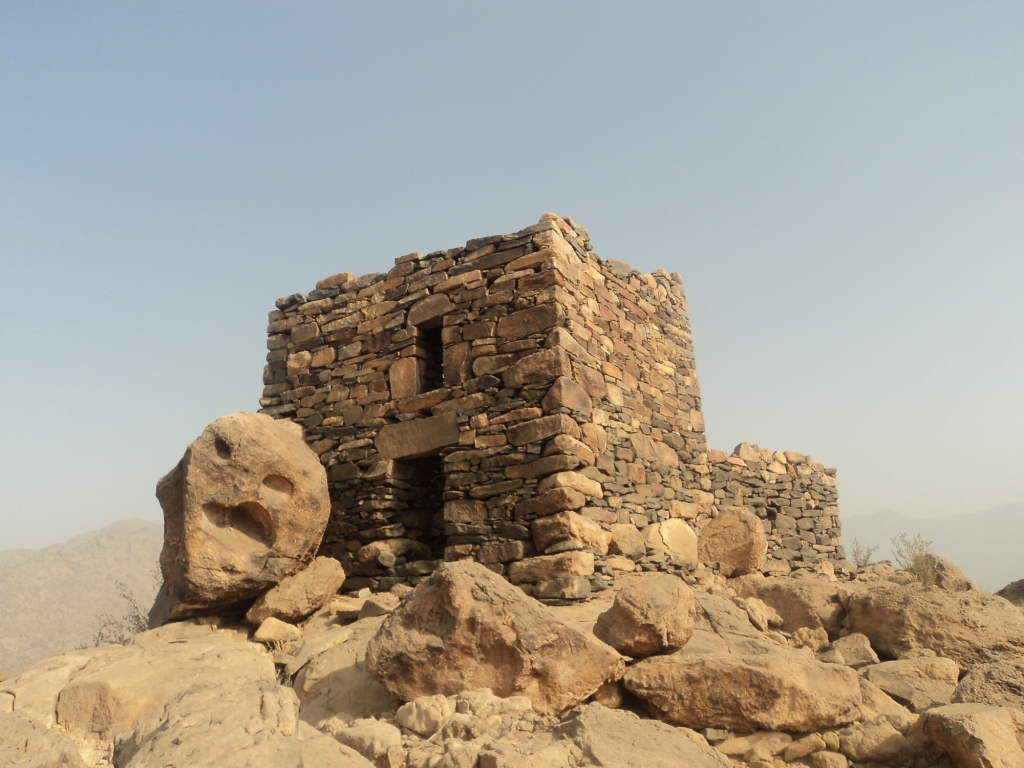
اطلال من وادي الخيطان
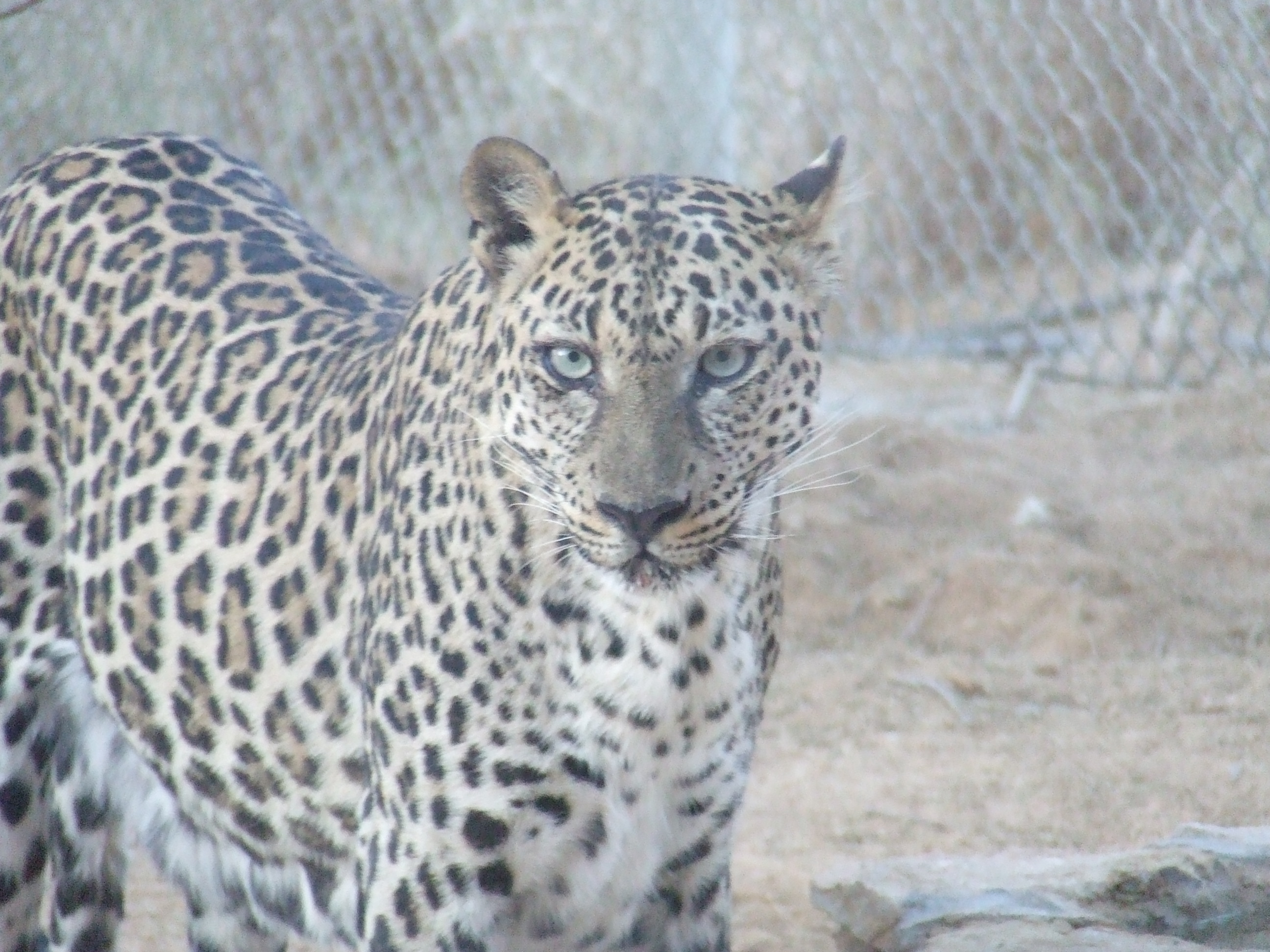
صورة للنمر العربي
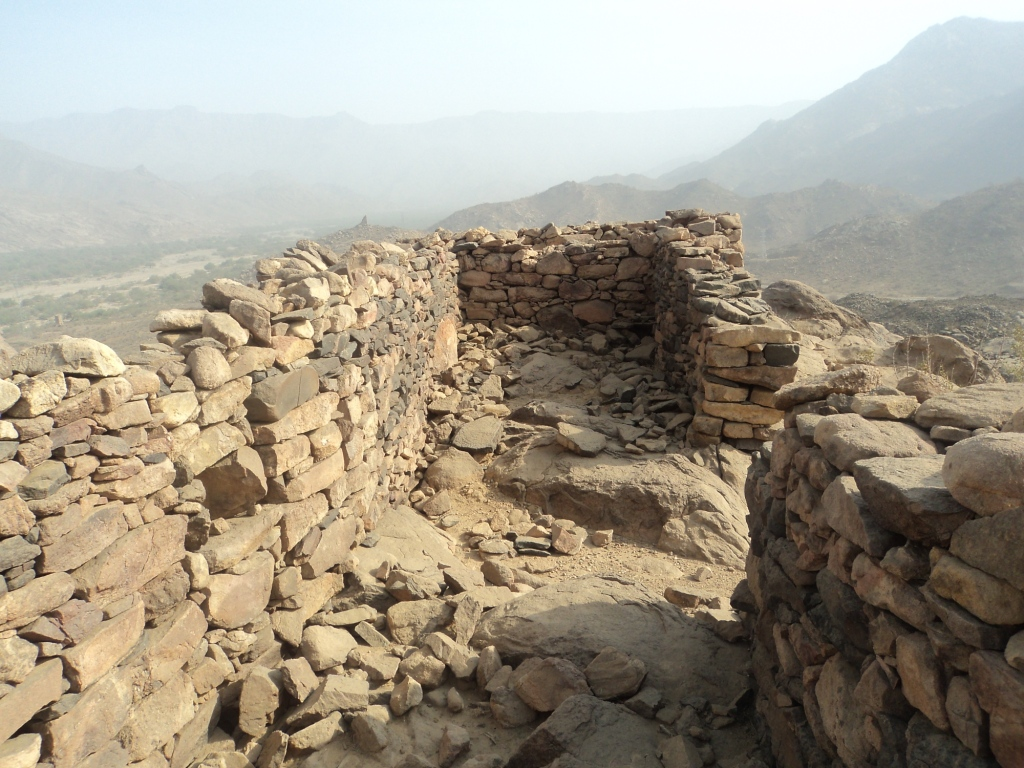
اطلال من وادي الخيطان
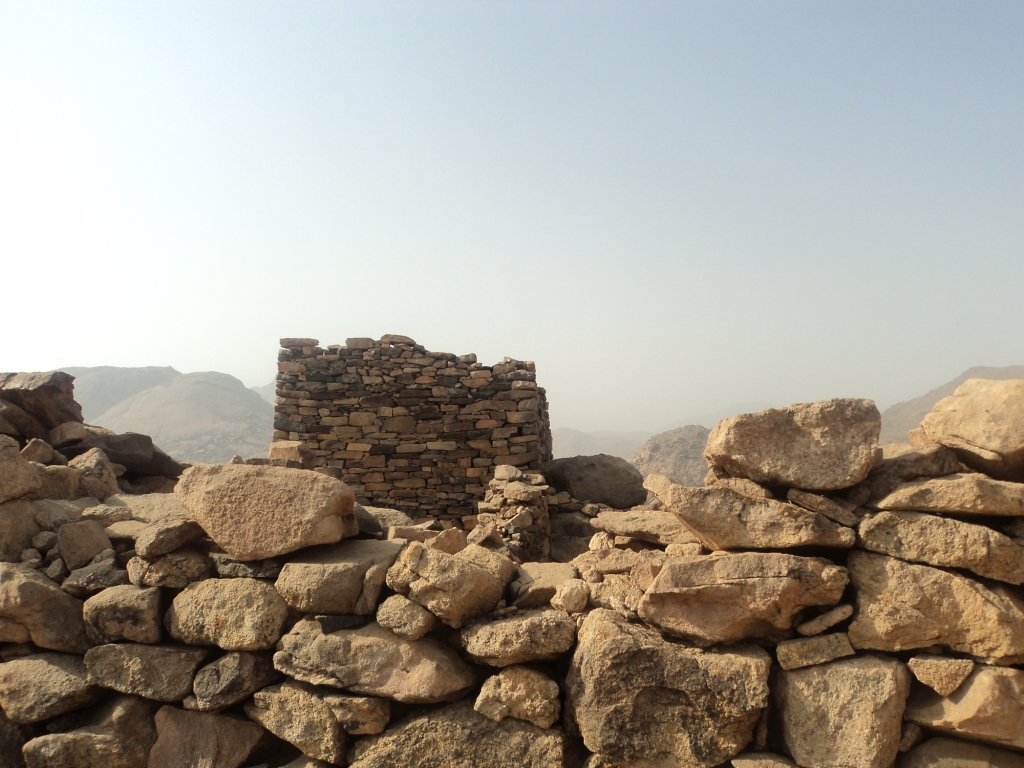
حوالة وادي الخيطان
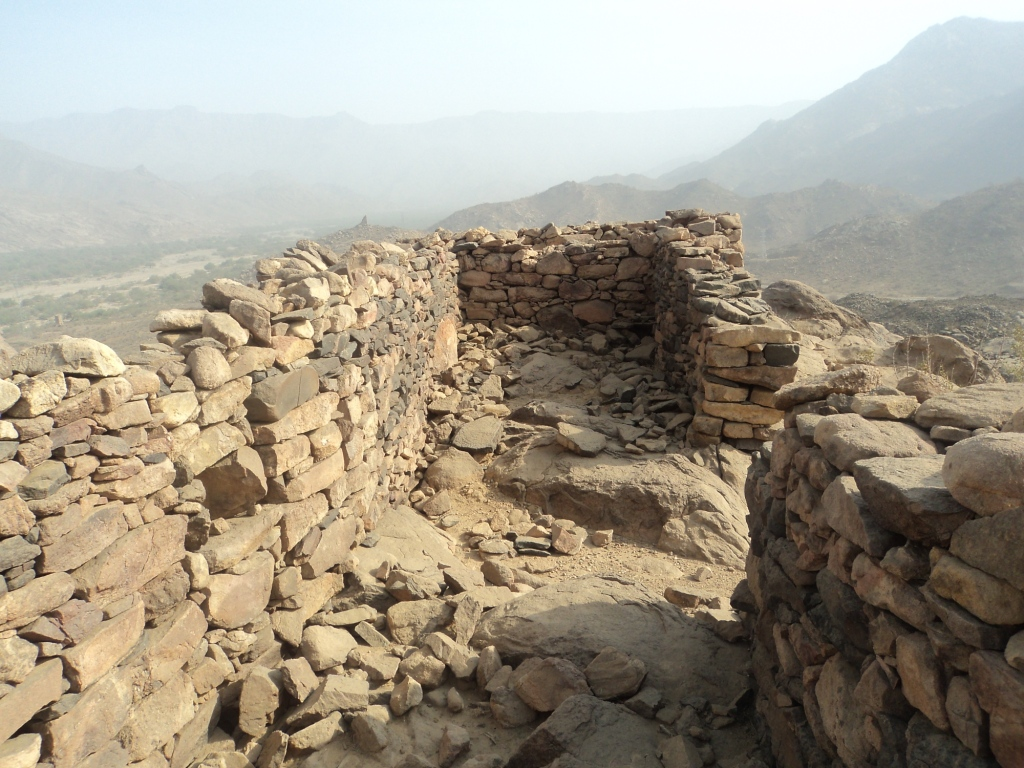
حوالة وادي الخيطان
جبل أثرب في قبيلة حوالة المتسلسل للوادي
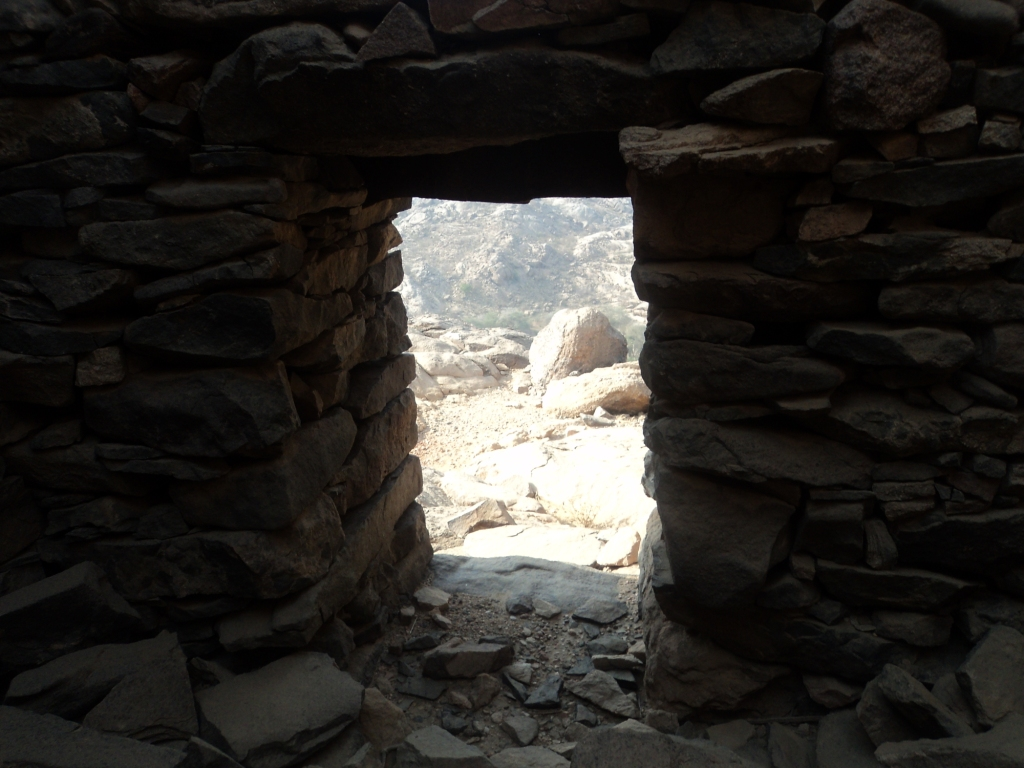
حوالة، وادي الخيطان
قمة جبل أثرب